# Кручинін Олексій Дмитрович
Олексій Дмитрович Кручинін (рос. Алексей Дмитриевич Кручинин; 9 червня 1991, м. Костомукша, СРСР) — російський хокеїст, центральний нападник. Виступає за «Локомотив» (Ярославль) у Континентальній хокейній лізі. 
Вихованець хокейної школи СКА (Санкт-Петербург). Виступав за СКА-1946 (Санкт-Петербург), ХК ВМФ (Санкт-Петербург), СКА (Санкт-Петербург), «Локо» (Ярославль). 